# Benini labdarúgó-válogatott
A benini labdarúgó-válogatott Benin nemzeti csapata, amelyet a benini labdarúgó-szövetség (franciául: Fédération Béninoise de Football) irányít. Az 1975-ig Dahomey néven ismert afrikai labdarúgó-válogatott nem büszkélkedhet kimagasló eredményekkel, hiszen még soha nem vettek részt a labdarúgó-világbajnokságon, illetve mindössze kétszer sikerült kvalifikálniuk magukat az afrikai nemzetek kupájára (2004-ben és 2008-ban), ahol eddig minden csoportmérkőzésüket elveszítették.

## Története
Benin első labdarúgó-mérkőzését 1959. november 8-án játszotta a szomszédos Nigériával a Nkrumah kupa első mérkőzésén, ahol 1–0-s vereséget szenvedtek. Az első nemzetközi sikerre mintegy két évet kellett várniuk: egy elefántcsonparti barátságos kupán Szenegál csapata ellen értek el 4-3-as győzelmet 1961. december 31-én.
Az első afrikai nemzetek kupája-nevezésre 1970-ben került sor, de a Togo elleni selejtezőn alulmaradtak. Hasonlóan rosszul sikerült a bemutatkozásuk az 1974-es labdarúgó-világbajnokság afrikai selejtezőjén is, hiszen Ghána elleni mindkét mérkőzésüket nagy arányban elvesztették (0-5, 1-5).
A nyugat-afrikai (3. zóna) régió csapatainak rendezett tornákon sem sikerült elérniük a várva várt kimagasló eredményt: ha el is indultak, még az elődöntőig sem tudtak eljutni.
Benin labdarúgóéletének fekete napjai 2003. július 6-án értek véget, amikor a 2004-es afrikai nemzetek kupája 3. selejtezőcsoportjában 3-0-ra legyőzték Zambiát, így a csoport élén végezve első ízben jutottak ki a kontinensviadalra. Ez a bravúr két év múlva elmaradt ugyan, de négy évvel később - köszönhetően az egy évvel korábban még világbajnoki résztvevő Togo elleni 4-1-es győzelemnek - a "Mókusok" második legjobb csoportmásodikként újfent tagjai lettek a kontinensviadal mezőnyének.

## Világbajnoki szereplés
- 1930 - 1970: Nem indult.
- 1974: Nem jutott be.
- 1978: Nem indult.
- 1982: Nem indult.
- 1986: Nem jutott be.
- 1990: Nem indult.
- 1994: Nem jutott be.
- 1998: Nem indult.
- 2002: Nem jutott be.
- 2006: Nem jutott be.
- 2010: Nem jutott be.
- 2014: Nem jutott be.
- 2018: Nem jutott be.

## Afrikai nemzetek kupája-szereplés
- 1957–1970: Nem indult.
- 1972: Nem jutott be.
- 1974: Visszalépett.
- 1976: Visszalépett.
- 1978: Nem indult.
- 1980: Nem jutott be.
- 1982: Nem indult.
- 1984: Nem jutott be.
- 1986: Nem jutott be.
- 1988: Nem indult.
- 1990: Nem indult.
- 1992: Nem jutott be.
- 1994: Nem jutott be.
- 1996: Visszalépett.
- 1998: Nem jutott be.
- 2000: Nem jutott be.
- 2002: Nem jutott be.
- 2004: Csoportkör.
- 2006: Nem jutott be.
- 2008: Csoportkör.
- 2010: Csoportkör.
- 2012: Nem jutott be.
- 2013: Nem jutott be.
- 2015: Nem jutott be.

### Híresebb játékosok
- Romuald Boco, az Accrington Stanley középpályása, Benin jelenlegi legjobb játékosa. A nemzeti labdarúgó-válogatott csapatkapitányának beceneve is képességeire utal: King of Benin, azaz "Benin királya".
- Laurent D'Jaffo, a Sheffield United egykori csatára.
- Moussa Latoundji, az Energie Cottbus egykori játékosa.